# Indice de peroxyde
L’indice de peroxyde sert à caractériser une huile végétale, une graisse animale ou une résine, au même titre que l'indice de saponification, de l'indice d'iode (d'insaturation) et de l'indice d'acide (acides gras libres).
Cet indice s'intéresse au nombre d'oxygène actif dans les chaînes organiques d'un corps gras (lipides, acides gras libres, mono-, di- et triglycérides) ou d'une résine. Cet oxygène actif peut être sous forme d'époxyde ou sous forme d'hydroperoxyde. Plus l'indice est élevé, plus la matière grasse est oxydée. 

## Utilisations
Cet indice permet d'évaluer le degré d'oxydation des acides gras insaturés de la matière grasse (rancissement), pour des huiles ou graisses alimentaires, ou à usages cosmétique (ex : beurre de karité, huile d'argane) ou autre.  
Il permet d'évaluer les effets oxydants (et de rancissement) de certains métaux sur les huiles ou autres corps gras dont par exemple le manganèse ou le nickel.
Il  permet aussi d'évaluer les conséquences oxydatives de certains modes/durées d'entreposage et de préparation des produits dont on tirera une graisse ou une huile, ou par exemple l'effet d'un type d'emballage sur des aliments riches en lipides, ou encore l'efficacité de procédés anti-oxydants (dont certaines huiles essentielles) utilisés pour la conservation de ces produits
Un indice élevé indique une matière grasse oxydée, mais cet indice n'est qu'un indicateur de début d'oxydation : celui-ci augmente pour atteindre un pic puis diminue avec l'état d'oxydation avancée. 

Les peroxydes forment alors des composés aldéhydiques volatils (exemple : éthanedial (glyoxal)) et non volatils (aldéhydes à longue chaîne carbonée). 

Ces composés peuvent être (pour les aldéhydes à longue chaîne) reliés à un autre indice, l'indice d'anisidine qui prend en compte les composés aldéhydiques non volatils.

## TotOx
Le paramètre TotOx (Total Oxydation) qui est la somme de deux fois l'indice de peroxyde + l'indice d'anisidine permet de mieux évaluer l'état d'oxydation de la matière grasse, en tenant compte des différentes formes d'oxydation des acides gras. Les deux n'évoluent pas de la même façon dans le temps.
Concrètement : il est possible de trouver un indice de peroxyde élevé sur une matière grasse qui ne présente pas encore des signes évidents de rancissement, comme l'odeur de rance (plutôt attribuables aux composés aldéhydiques volatils). Inversement, un indice de peroxyde peu élevé ne signifie pas qu'une matière grasse n'est pas altérée : le processus d'oxydation a pu évoluer vers la formation de composés aldéhydiques.
Selon l'OMS, le seuil de 26 ne doit pas être dépassé pour une huile alimentaire.
- TotOx < 10 : huile de relativement bonne qualité et peu oxydée.
- TotOx < 26 : huile acceptable pour la santé.
- TotOx  >26) : huile trop oxydée, trop dénaturée. Consommation potentiellement dangereuse pour la santé.

Du point de vue légal, en France, la déclaration de l’indice Totox d’une huile ne fait pas partie des données devant apparaître sur les emballages. Les fabricants d'huiles de qualité la font figurer, montrant ainsi des TotOx de 5, voire 3 pour des oméga-3.
Dans le monde, on trouve sur le marché des produits dépassant cette norme, par exemples avec des oméga-3 présentant des TotOx de 50, voire davantage. Ces dépassements sont potentiellement dangereux pour la santé. 

## Normalisation
L'indice de peroxyde peut être déterminé suivant les normes NF ISO 3976, NF EN ISO 27107  et NF EN ISO 3960.